# 折句
折句（おりく、 英: acrostic）とは、ある一つの文章や詩の中に、別の意味を持つ言葉を織り込む言葉遊びの一種。句頭を利用したものがほとんどである。

## 実際の折句
伊勢物語の東下りの段に登場する和歌に下記がある。
頭文字に「かきつはた」（カキツバタ）と花の名が折り込まれている。
ほかに「をみえなし」「はゆひすい」「あめざいく」「すなけむり」「いまそかり」「ねこやなぎ」「ひつじさる」「あやめやあ」「とらめいし」「はるがすみ」「かすがなる」「はなふぶき」「たにこえる」「はひぬこま」「えめさつき」や、人名・地名などがある。
いろは歌は7文字ごとに区切って各節の末尾をつなぐと、「とかなくてしす」（咎無くて死す）となり、無実を訴える文になる。罪を起こすことなく一生を終えたい、の意味だとする説もある。
現代も谷川俊太郎の折句を用いた詩が知られる。
漢詩では蔵頭詩（真意を蔵した、つまり隠した詩の意味）と称された。1990年の『人民日報』海外版に「元宵」と題した春の訪れをうたった詩が掲載された。斜めに字を拾うと総理の李鵬に対する批判が読み取れ、「元宵」事件となる。
英語圏でも折句は広く知られ、ポーは「アクロスティック」と題した詩を書いている。

## 回転折句
漢字の共有部を利用した回転折句も成立し得る。
例えば京都龍安寺の蹲（手水鉢）に刻まれた、以下の四字熟語が挙げられる。

## 沓冠（くつかぶり）
和歌で、5句それぞれの初めと終りとの1音ずつをつづけて折り返して読み（合わせて10音となる）、別の歌意をつたえようとする技巧的な折句である。
たとえば『栄華物語』にある村上天皇の「逢坂も　はては往来の　関もゐず　尋ねて訪ひこ　来なば帰さじ」（あふさかも はてはいききの せきもゐす たつねてとひこ きなはかへさし）（逢坂の関の関守はいない、訪ねて来なさい、もし来てしまったなら帰さない）から、「あはせたきものすこし」（合薫物〈あわせたきもの〉を少し〈持って来るように〉）を読む。
『続草庵集』巻四の兼好法師の「夜も涼し　寝覚めの仮庵　手枕も　真袖も秋に　隔てなき風」（よもすすし ねさめのかりほ たまくらも まそてもあきに へたてなきかせ）（この涼夜、仮につくった庵で寝覚めた手枕・袖に、隔てるものもなく秋風が吹く）から「よねたまへせにもほし」（米をくだされ、銭も欲しい）を読み、それに対する頓阿法師の返し「夜も憂し　寝たく我が背子　果ては来ず　なほざりにだに　しばし訪ひませ」（よるもうし ねたくわかせこ はてはこす なほさりにたに しはしとひませ）（つらい夜だった、つれないあなたは来なかった、せめてかりそめにでもおいでください）から「よねはなしせにすこし」（米は無い、銭を少し）を読む。